# Pterocactus
 Pterocactus é um gênero botânico da família Cactaceae.

## Espécies
Estão descritas 9 espécies:
- Pterocactus araucanus
- Pterocactus australis
- Pterocactus fischeri
- Pterocactus gonjianii
- Pterocactus hickenii
- Pterocactus megliolii
- Pterocactus reticulatus
- Pterocactus tuberosus
- Pterocactus valentinii